# Stadiumi Agron Rama
Stadiumi Agron Rama – stadion sportowy w mieście Obilić, w Kosowie. Obiekt może pomieścić 10 000 widzów. Swoje spotkania rozgrywają na nim piłkarze klubu KF KEK-u Obilić.